# Persone di cognome Crawford
| Questa pagina contiene informazioni ricavate automaticamente dalle voci biografiche con l'ausilio del template Bio e di un bot. L'aggiornamento è periodico e automatico e ricostruisce completamente la pagina. Se manca una persona in questa lista, sei pregato di non aggiungerla, ma accertati piuttosto che la sua voce biografica contenga il template Bio e che i dati anagrafici siano correttamente compilati. Se il template Bio manca, inseriscilo tu stesso o, in alternativa, metti l'avviso {{tmp\|Bio}} che ne segnala la mancanza. Se i dati riportati sono sbagliati, correggi direttamente la voce biografica; le modifiche saranno visibili in questa lista entro pochi giorni. Per chiarimenti vedi il progetto antroponimi. La lista contiene solo le 94 persone che sono citate nell'enciclopedia e per le quali è stato implementato correttamente il template Bio. Pagina aggiornata al 23 giu 2025. |

Questa è una lista di persone presenti nell'enciclopedia che hanno il cognome Crawford, suddivise per attività principale.

## Allenatori di calcio(2)
- Edmund Crawford, allenatore di calcio e calciatore inglese (Filey, n. 1906 - Londra, † 1977)
- Stevie Crawford, allenatore di calcio e ex calciatore scozzese (Dunfermline, n. 1974)

## Allenatori di hockey su ghiaccio(1)
- Marc Crawford, allenatore di hockey su ghiaccio e ex hockeista su ghiaccio canadese (Belleville, n. 1961)

## Arbitri di pallacanestro(2)
- Dan Crawford, ex arbitro di pallacanestro statunitense (Chicago, n. 1953)
- Joey Crawford, ex arbitro di pallacanestro statunitense (Filadelfia, n. 1951)

## Attori(7)
- Chace Crawford, attore statunitense (Lubbock, n. 1985)
- Clayne Crawford, attore e regista statunitense (Clay, n. 1978)
- John Crawford, attore statunitense (Colfax, n. 1920 - Thousand Oaks, † 2010)
- Johnny Crawford, attore, cantante e musicista statunitense (Los Angeles, n. 1946 - Los Angeles, † 2021)
- Noah Crawford, attore statunitense (Oklahoma City, n. 1994)
- Ron Crawford, attore statunitense (Tampa, n. 1945)
- Broderick Crawford, attore statunitense (Filadelfia, n. 1911 - Rancho Mirage, † 1986)

## Attrici(3)
- Christina Crawford, attrice, scrittrice e attivista statunitense (New York, n. 1939)
- Ellen Crawford, attrice statunitense (Normal, n. 1951)
- Lilla Crawford, attrice e cantante statunitense (Los Angeles, n. 2001)

## Attrici pornografiche(1)
- Cindy Crawford, attrice pornografica e regista statunitense (Las Vegas, n. 1980)

## Autori di giochi(1)
- Jeremy Crawford, autore di giochi statunitense

## Biatlete(1)
- Rosanna Crawford, ex biatleta canadese (Canmore, n. 1988)

## Calciatori(7)
- Ali Crawford, calciatore scozzese (Lanark, n. 1991)
- Gavin Crawford, calciatore scozzese (Kilmarnock, n. 1869 - Londra, † 1955)
- Ian Crawford, calciatore e allenatore di calcio scozzese (Edimburgo, n. 1934 - Peterborough, † 2007)
- James Crawford, calciatore scozzese (Glasgow, n. 1904 - † 1976)
- Ray Crawford, ex calciatore inglese (Portsmouth, n. 1936)
- Robert Crawford, ex calciatore scozzese (Greenock, n. 1993)
- Robbie Crawford, calciatore scozzese (Irvine, n. 1995)

## Canottiere(1)
- Shannon Crawford, ex canottiera canadese (n. 1963)

## Canottieri(1)
- Dean Crawford, canottiere canadese (n. 1958 - † 2023)

## Cantanti(2)
- Billy Crawford, cantante e attore statunitense (Manila, n. 1982)
- Randy Crawford, cantante statunitense (Macon, n. 1952)

## Cestiste(3)
- Joan Crawford, ex cestista statunitense (Fort Smith, n. 1937)
- Shala Crawford, ex cestista statunitense (Mansfield, n. 1979)
- Marianne Stanley, ex cestista e allenatrice di pallacanestro statunitense (Yeadon, n. 1954)

## Cestisti(13)
- Chris Crawford, ex cestista e ex giocatore di baseball statunitense (Kalamazoo, n. 1975)
- Drew Crawford, cestista statunitense (Naperville, n. 1990)
- Freddie Crawford, ex cestista statunitense (New York, n. 1941)
- Jamal Crawford, ex cestista statunitense (Seattle, n. 1980)
- Bryant Crawford, cestista statunitense (Silver Spring, n. 1997)
- Isaiah Crawford, cestista statunitense (Fort Worth, n. 2001)
- Jordan Crawford, ex cestista statunitense (Detroit, n. 1988)
- Jordon Crawford, cestista statunitense (Cincinnati, n. 1990)
- Joshua Crawford, cestista statunitense (Los Angeles, n. 1988)
- Chris Crawford, cestista statunitense (Memphis, n. 1992)
- Markel Crawford, cestista statunitense (Memphis, n. 1994)
- Peter Crawford, ex cestista australiano (Mount Isa, n. 1979)
- Terrence Crawford, ex cestista statunitense (Oklahoma City, n. 1982)

## Chimici(1)
- Adair Crawford, chimico e medico irlandese (n. 1748 - Lymington, † 1795)

## Comici(1)
- Lavell Crawford, comico e attore statunitense (Saint Louis, n. 1968)

## Educatrici(1)
- Marion Crawford, educatrice britannica (Gatehead, n. 1909 - Aberdeen, † 1988)

## Fondiste(1)
- Chandra Crawford, ex fondista canadese (Canmore, n. 1983)

## Giocatori di baseball(2)
- Brandon Crawford, giocatore di baseball statunitense (Mountain View, n. 1987)
- Sam Crawford, giocatore di baseball statunitense (Wahoo, n. 1880 - Hollywood, † 1968)

## Giocatori di football americano(5)
- Jack Crawford, ex giocatore di football americano inglese (Londra, n. 1988)
- Jocques Crawford, giocatore di football americano statunitense (Memphis, n. 1987)
- Richard Crawford, giocatore di football americano statunitense (Mission Viejo, n. 1990)
- Tyrone Crawford, ex giocatore di football americano canadese (Windsor, n. 1989)
- Xavier Crawford, giocatore di football americano statunitense (Pittsburg, n. 1995)

## Hockeisti su ghiaccio(1)
- Corey Crawford, hockeista su ghiaccio canadese (Montréal, n. 1984)

## Medici(1)
- Samuel W. Crawford, medico e generale statunitense (Contea di Franklin, n. 1829 - Filadelfia, † 1892)

## Medieviste(1)
- Barbara Elizabeth Crawford, medievista e archeologa britannica

## Modelle(2)
- Carole Joan Crawford, modella giamaicana (Kingston, n. 1943 - Kingston, † 2024)
- Cindy Crawford, supermodella e attrice statunitense (DeKalb, n. 1966)

## Pallanuotisti(1)
- Ron Crawford, pallanuotista e allenatore di pallanuoto statunitense (Brea, n. 1939 - Manhattan Beach, † 2015)

## Pallavoliste(1)
- Therese Crawford, ex pallavolista statunitense (Kalamazoo, n. 1976)

## Piloti automobilistici(3)
- Jak Crawford, pilota automobilistico statunitense (Charlotte, n. 2005)
- Jim Crawford, pilota automobilistico britannico (Dunfermline, n. 1948 - Tierra Verde, † 2002)
- Ray Crawford, pilota automobilistico statunitense (Roswell, n. 1915 - Los Angeles, † 1996)

## Pittori(1)
- Ralston Crawford, pittore e fotografo statunitense (St. Catharines, n. 1906 - Houston, † 1978)

## Poetesse(1)
- Isabella Valency Crawford, poetessa canadese (Dublino, n. 1850 - Toronto, † 1887)

## Politici(4)
- George Walker Crawford, politico statunitense (Contea di Columbia, n. 1798 - Augusta, † 1872)
- Rick Crawford, politico statunitense (Homestead, n. 1966)
- Samuel J. Crawford, politico statunitense (Contea di Lawrence, n. 1835 - Topeka, † 1913)
- William Harris Crawford, politico statunitense (Amherst, n. 1772 - Crawford, † 1834)

## Produttori discografici(1)
- Bangladesh, produttore discografico statunitense (Des Moines, n. 1978)

## Produttrici teatrali(1)
- Cheryl Crawford, produttrice teatrale e direttrice artistica statunitense (Akron, n. 1902 - New York, † 1986)

## Pugili(1)
- Terence Crawford, pugile statunitense (Omaha, n. 1987)

## Rapper(1)
- Ya Boy, rapper statunitense (San Francisco, n. 1984)

## Registi(1)
- Joel Crawford, regista, animatore e sceneggiatore statunitense

## Sassofonisti(1)
- Hank Crawford, sassofonista, arrangiatore e compositore statunitense (Memphis, n. 1934 - † 2009)

## Sceneggiatori(1)
- Oliver Crawford, sceneggiatore e scrittore statunitense (Chicago, n. 1917 - Los Angeles, † 2008)

## Sciatori alpini(1)
- James Crawford, sciatore alpino canadese (Toronto, n. 1997)

## Sciatrici alpine(2)
- Judy Crawford, ex sciatrice alpina canadese (Toronto, n. 1951)
- Candace Crawford, ex sciatrice alpina canadese (Toronto, n. 1994)

## Scrittori(1)
- Francis Marion Crawford, scrittore e drammaturgo statunitense (Bagni di Lucca, n. 1854 - Sant'Agnello, † 1909)

## Scultori(1)
- Thomas Crawford, scultore statunitense (New York, n. 1814 - Londra, † 1857)

## Storici(2)
- Michael H. Crawford, storico e numismatico britannico (Twickenham, n. 1939)
- Paul Crawford, storico, docente e saggista statunitense

## Tenniste(1)
- Samantha Crawford, tennista statunitense (Atlanta, n. 1995)

## Tennisti(1)
- Jack Crawford, tennista australiano (Urangeline, n. 1908 - Sydney, † 1991)

## Velocisti(2)
- Hasely Crawford, ex velocista trinidadiano (San Fernando, n. 1950)
- Shawn Crawford, ex velocista statunitense (Van Wyck, n. 1978)

## Virologhe(1)
- Dorothy H. Crawford, virologa e scrittrice britannica

## Wrestler(2)
- Montez Ford, wrestler statunitense (Chicago, n. 1990)
- Alicia Fox, wrestler e modella statunitense (Ponte Vedra Beach, n. 1986)

## Senza attività specificata(1)
- Holly Crawford, ex snowboarder australiana (Sydney, n. 1984)